# Demétrio Cloro
Demétrio Cloro foi um médico, astrólogo e sacerdote do século XIV que foi julgado por possuir livros de mágica.

## Vida
Demétrio Cloro foi um protonotário, ou secretário do patriarca, e um antigo canstrésio, o supervisor das oferendas. Ele foi julgado pelo Patriarcado de Constantinopla, pois havia transferido textos acerca de práticas mágicas, incluindo Ceranis, uma porção ou tudo dos Cirânides. Cloro defendeu os textos com base em seu valor médico. Outros médicos que foram testemunhas contra ele consideram Cloro uma desgraça para a arte da medicina e disseram que insultava Hipócrates e Galeno por considerá-los como magos. Ele foi subsequentemente sentenciado a viver como monge sob vigilância no Mosteiro do Periblepto.
Cloro é conhecido por ter vacilado entre a Ortodoxia e Catolicismo. O decreto sinodal que condenou-o deu igual peso à narrativa de sua carreira eclesiástica e seus movimentos entre Constantinopla e a corte papal. Uma vez que outros clérigos anunciado a si mesmos como praticantes do ocultismo conhecedores, a mera possessão de textos mágicos não teria sido a verdadeira ou principal causa da ação contra ele. A evidência num caso posterior contra um médico chamado Gabrielópulo incluiu a descoberto em sua casa de um livro de escritos de Cloro e os Cirânides. Diz-se que o caderno de Cloro estava "cheio com todos os tipos de impiedades incluindo encantamentos, cânticos e nomes de demônios."